# 전동 킥보드

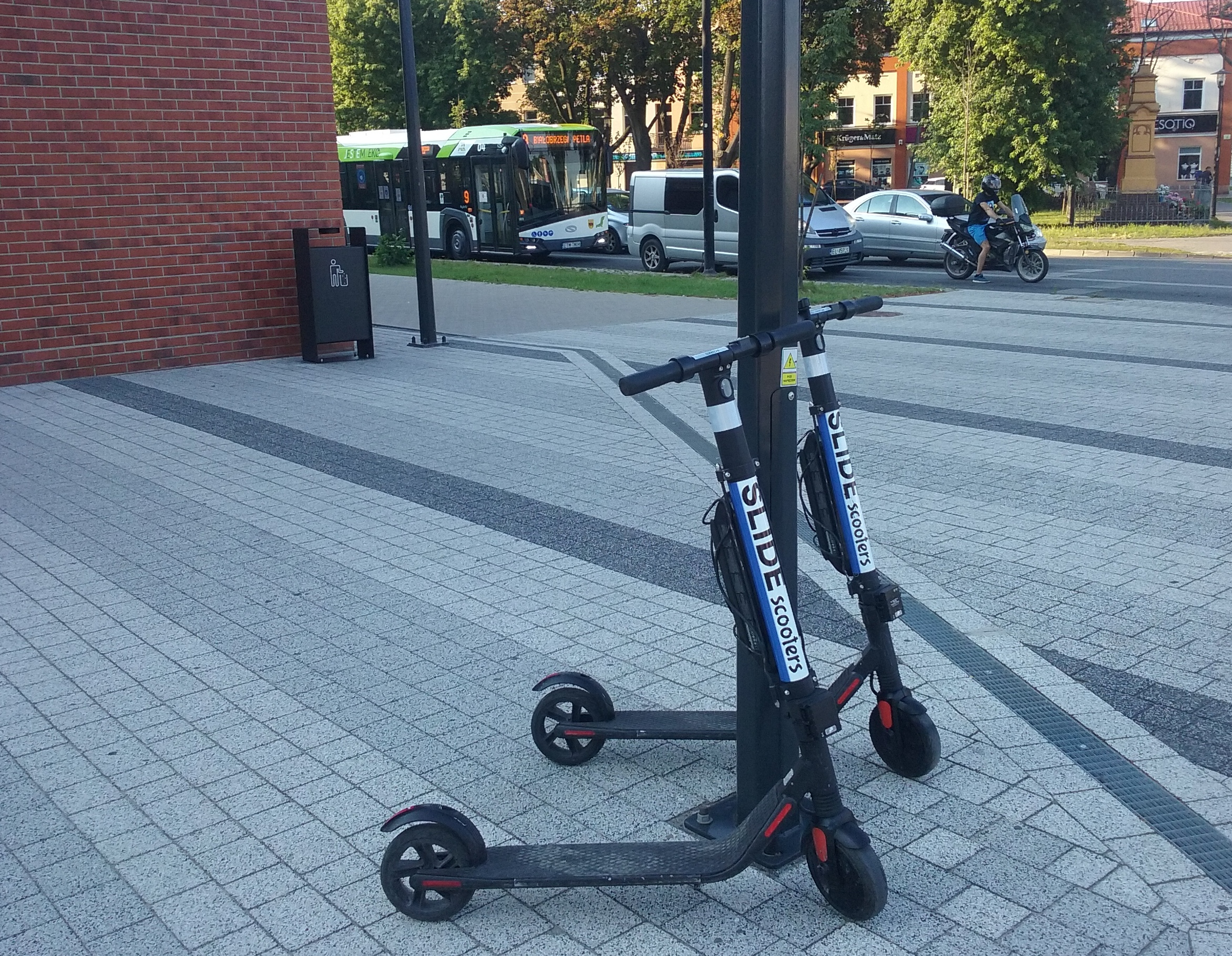
전동 킥보드

전동 킥보드(電動 - , 영어: motorized scooter, electric kick scooter, e-scooter)는 모터가 달린 킥보드를 말한다. 영어로 킥보드가 킥 스쿠터라고 부르기 때문에 전동 스쿠터라고도 부르지만, 오토바이의 일종인 스쿠터와의 구별이 필요하다.

## 개요
10kg~20kg 사이의 경량화된 모델과 장거리와 성능을 고려한 30kg 이상의 중량 모델 등이 있다. 퍼스널 모빌리티중 가장 큰 휠과 몸체를 가졌다. 그에 따라 경사를 오르는 등판력과 속력, 주행거리가 가장 우수한 편이며 개인 휴대성도 우수하다. 퍼스널 모빌리티 중에서도 가장 고가와 DIY의 보급가등 선택의 폭도 다양하다.
| 제원(spec) | 등판 경사 | 충전 시간  | 주행 거리 | 주행 속도           | 자체 중량           |
| 성능       | 약 10~20% | 약 3~5시간 | 20~60km   | 25km 이하(법정속도) | 30kg 미만(법정규격) |

## 논란
대한민국의 현행 도로교통법에 따르면, 전동킥보드(전동 스쿠터)는 원동기장치자전거에 해당한다. 따라서 전동킥보드를 타기 위해서 만 16세 이상, 제2종 원동기장치자전거 이상의 면허가 필요하고 보도, 자전거 도로에서 주행할 수 없으며 모터사이클용 안전모를 써야 한다. 무면허로 운전하는 것은 도로교통법 제56조 제2항을 위반한 것으로 30만원 이하의 벌금이나 구류에 처할 수 있다. 그러나 면허를 등록하는 절차가 허술하여 무면허로 킥보드를 운행하는 일이 계속적으로 일어나고 있다. 하지만 20대 국회에서 전동킥보드 규제를 완화한 법안이 통과됨에 따라, 2020년 12월 10일부터는 위와 같은 전동킥보드의 규제가 완화된다. 헬멧 미착용에 대한 처벌 규정이 없어지고 만 13세 이상이면 면허 없이 운행할 수 있다. 또한 자전거 도로에서도 주행이 가능하게 된다. 그러나 여전히 PM(개인형 이동장치)은 도로교통법의 적용을 받는 차량의 일종이므로 인도를 주행해서는 안 되며 인도의 사람을 충격 후 아무런 조치없이 이동시 도주 혐의를 받을수있다.
관련법규개정사항 오는 2022년 1월 13일 시행되는 개정 도로교통법에 따르면 만 16세 이상만 취득할 수 있는 '제2종 원동기장치 자전거면허' 이상의 운전면허증 보유자만 전동 킥보드 등 개인형 이동장치(PM)를 운전할 수 있다. 현재는 운전면허가 없어도 만 12세 이상이면 누구나 이용이 가능하다.
5월 13일부터 무면허 전동 킥보드 운전자는 20만원 이하의 벌금을 내야 하고, 만 12세 이하 어린이가 전동 킥보드를 운전하면 보호자가 처벌받는다. 개정된 도로교통법은 동승자 탑승, 안전모 미착용 등과 관련한 처벌 규정도 강화했다. 
법 강화된 내용으로 첫 번째는 안전모 미착용 시 범칙금 2만원이 부과된다. 두 번째는 원동기 면허 이상 보유자만 운행이 가능하며 무면허시 10만원 범칙금이 부과된다. 세 번째는 1인용 이므로 승차 정원 초과 탑승 시 범칙금 4만원이 부과된다. 네 번째는 보도 또는 버스정류장 10m이내 등 주정차가 원칙적으로 금지되나 예외적으로 허용하는 곳은 주, 정차가 가능하다. 
통행 방법은 현재와 동일하게 유지된다. 자전거도로 이용이 가능하고 없는 도로는 차도 가장 우측 가장자리에 붙어 통행해야 한다. 교차로에서 좌회전을 할 때도 자전거와 같이 직진 신호에 따라 교차로를 건너고 다시 직진 신호에 맞춰 방향을 잡는 훅 턴(Hook Turn) 또는 전동킥보드에서 내려 횡단보도를 이용해야 한다.

## 업체
사람들이 전동킥보드를 이용함으로써 핸드폰에 어플리케이션을 깔면 쉽게 대여할 수 있는 업체들이 많이 생겼다. 업체마다 이용요금, 대여요금, 서비스 지역, 혜택 등이 다르고 업체가 같아도 지역마다 이용요금, 대여요금이 다르므로 정확한 이용요금은 해당 업체 어플을 깔아서 확인하는게 가장 정확하다. 전동킥보드의 업체에는 스윙, 디어, 알파카, 라임, 지쿠터, 킥고잉, 씽씽이, 빔, 다트 등이 있다.

## 같이 보기
- 모터사이클
- 퍼스널 모빌리티
- 세그웨이 PT
- 전기자전거
- 오토페드(영어판) - 전동 킥보드의 조상격으로 1915년 미국과 1919년 독일에 출시되었던 모터스쿠터